# Södra Skäftåstjärnen
Södra Skäftåstjärnen är en sjö i Malung-Sälens kommun i Dalarna och ingår i Dalälvens huvudavrinningsområde.